# Oberonia scapigera
Oberonia scapigera är en orkidéart som beskrevs av Rudolf Schlechter. Oberonia scapigera ingår i släktet Oberonia och familjen orkidéer. Inga underarter finns listade i Catalogue of Life.